# Geostachys pierreana
Geostachys pierreana är en enhjärtbladig växtart som beskrevs av François Gagnepain. Geostachys pierreana ingår i släktet Geostachys och familjen Zingiberaceae. Inga underarter finns listade i Catalogue of Life.